# اس‌اس پاسیفیک (۱۸۴۹)
اس‌اس پاسیفیک (۱۸۴۹) (به انگلیسی: SS Pacific (1849)) یک کشتی بود که طول آن ۲۸۱ فوت (۸۶ متر) بود. این کشتی در سال ۱۸۴۹ ساخته شد.